# 黑格貝格山
48°7′56″N 15°46′36″E / 48.13222°N 15.77667°E

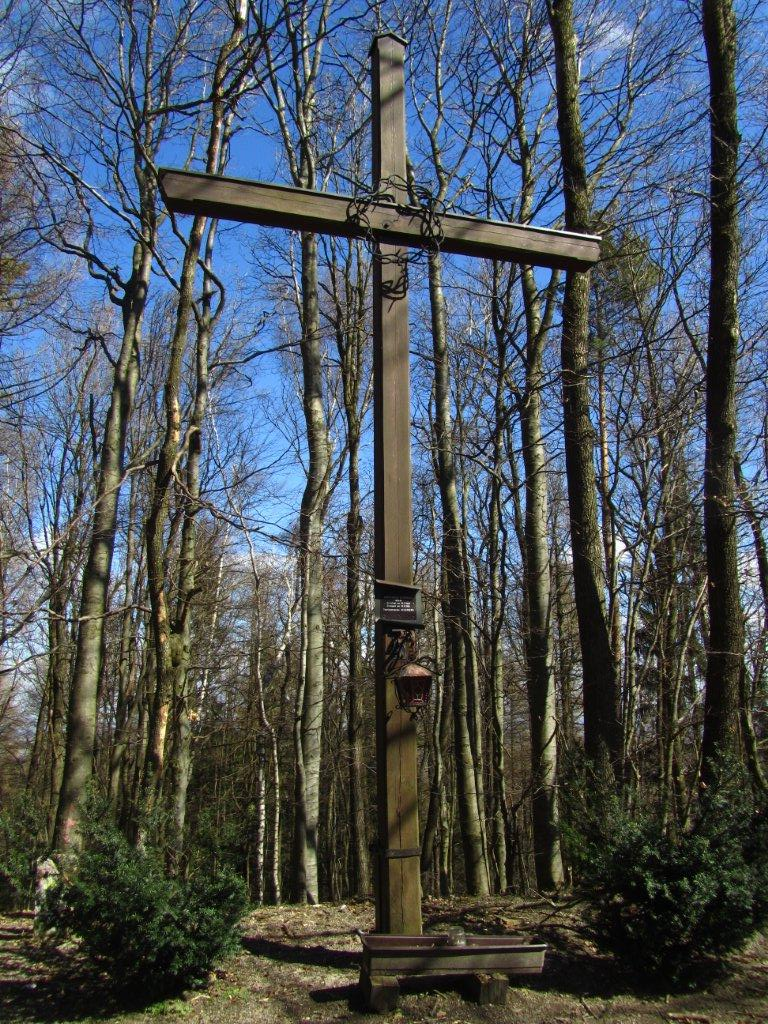

黑格貝格山（德語：Hegerberg），是奧地利的山峰，位於該國東北部，由下奧地利州負責管轄，屬於維也納林山的一部分，處於施特辛和伯海姆基興附近卡施滕接壤的邊界，海拔高度655米。